# Choisey
Choisey és un municipi francès situat al departament del Jura i a la regió de Borgonya - Franc Comtat. L'any 2007 tenia 1.019 habitants.

## Demografia

### Població
El 2007 la població de fet de Choisey era de 1.019 persones. Hi havia 437 famílies de les quals 143 eren unipersonals (56 homes vivint sols i 87 dones vivint soles), 139 parelles sense fills, 119 parelles amb fills i 36 famílies monoparentals amb fills.
La població ha evolucionat segons el següent gràfic:
Habitants censats

### Habitatges
El 2007 hi havia 489 habitatges, 452 eren l'habitatge principal de la família, 13 eren segones residències i 23 estaven desocupats. 385 eren cases i 102 eren apartaments. Dels 452 habitatges principals, 310 estaven ocupats pels seus propietaris, 127 estaven llogats i ocupats pels llogaters i 16 estaven cedits a títol gratuït; 1 tenia una cambra, 32 en tenien dues, 60 en tenien tres, 121 en tenien quatre i 239 en tenien cinc o més. 363 habitatges disposaven pel capbaix d'una plaça de pàrquing. A 230 habitatges hi havia un automòbil i a 181 n'hi havia dos o més.

### Piràmide de població
La piràmide de població per edats i sexe el 2009 era:
| Homes | Edats   | Dones |
| ----- | ------- | ----- |
| 0     | 95 o +  | 0     |
| 0     | 90 a 94 | 0     |
| 12    | 85 a 89 | 4     |
| 12    | 80 a 84 | 12    |
| 4     | 75 a 79 | 20    |
| 16    | 70 a 74 | 12    |
| 20    | 65 a 69 | 36    |
| 40    | 60 a 64 | 28    |
| 40    | 55 a 59 | 48    |
| 44    | 50 a 54 | 24    |
| 28    | 45 a 49 | 36    |
| 20    | 40 a 44 | 40    |
| 24    | 35 a 39 | 28    |
| 40    | 30 a 34 | 48    |
| 52    | 25 a 29 | 20    |
| 28    | 20 a 24 | 12    |
| 28    | 15 a 19 | 36    |
| 40    | 10 a 14 | 8     |
| 24    | 5 a 9   | 36    |
| 28    | 0 a 4   | 20    |

## Economia
El 2007 la població en edat de treballar era de 604 persones, 431 eren actives i 173 eren inactives. De les 431 persones actives 385 estaven ocupades (193 homes i 192 dones) i 47 estaven aturades (26 homes i 21 dones). De les 173 persones inactives 91 estaven jubilades, 43 estaven estudiant i 39 estaven classificades com a «altres inactius».

### Ingressos
El 2009 a Choisey hi havia 452 unitats fiscals que integraven 1.025,5 persones, la mediana anual d'ingressos fiscals per persona era de 19.743 €.

### Activitats econòmiques
Dels 86 establiments que hi havia el 2007, 1 era d'una empresa alimentària, 1 d'una empresa de fabricació d'altres productes industrials, 5 d'empreses de construcció, 52 d'empreses de comerç i reparació d'automòbils, 1 d'una empresa de transport, 4 d'empreses d'hostatgeria i restauració, 1 d'una empresa d'informació i comunicació, 5 d'empreses financeres, 2 d'empreses immobiliàries, 9 d'empreses de serveis, 2 d'entitats de l'administració pública i 3 d'empreses classificades com a «altres activitats de serveis».
Dels 11 establiments de servei als particulars que hi havia el 2009, 1 era una oficina bancària, 2 tallers de reparació d'automòbils i de material agrícola, 1 paleta, 1 guixaire pintor, 2 electricistes, 1 perruqueria, 2 restaurants i 1 tintoreria.
Dels 36 establiments comercials que hi havia el 2009, 1 era, 1 una botiga de menys de 120 m², 2 carnisseries, 1 una carnisseria, 3 llibreries, 6 botigues de roba, 2 botigues d'equipament de la llar, 2 sabateries, 8 botigues de mobles, 4 botigues de material esportiu, 1 una botiga de material esportiu, 1 una botiga de material de revestiment de parets i terra, 1 un drogueria, 2 joieries i 1 una joieria.
L'any 2000 a Choisey hi havia 4 explotacions agrícoles.

## Equipaments sanitaris i escolars
El 2009 hi havia una escola elemental.

## Poblacions més properes
El següent diagrama mostra les poblacions més properes.